# Alfred Maire
Alfred Maire, né le 27 septembre 1863 à Labergement-Sainte-Marie (Doubs) et mort dans cette même commune le 8 décembre 1947, est un homme politique français.

## Biographie
Agriculteur et négociant, Alfred Maire est élu à 25 ans conseiller municipal de Labergement-Sainte-Marie, dont il devient maire deux ans plus tard, en 1900.
Candidat une première fois aux législatives, en 1914, dans la circonscription de Pontarlier, il n'empêche pas la réélection dès le premier tour du sortant radical Adolphe Girod.
Candidat à nouveau en 1919 sur la liste d'entente républicaine (droite), il est élu député, mais n'est que très peu actif à la Chambre.
De nouveau candidat en 1924, il n'est pas réélu, l'élection étant marquée dans le Doubs par la poussée de la liste du cartel des gauches, qui obtient trois des quatre sièges.
En 1934, il est élu conseiller général du canton de Mouthe.
Ayant conservé ses fonctions municipales pendant l'occupation, il est démis de ses fonctions à la Libération, bien qu'il n'ait pas fait acte de collaboration active, et qu'il ait même été pris comme otage par les autorités militaires allemande à la suite d'une action de la résistance.
Il se retire alors de la vie publique.

## Distinctions
- Chevalier de la Légion d'honneur (4 juin 1930)[1]